# Scomberomorus sinensis
Thazard nébuleux
Pour les articles homonymes, voir Scomberomorus et Thazard.
Espèce
Statut de conservation UICN

 DD  : Données insuffisantes
Scomberomorus sinensis, communément appelé en français par la FAO Thazard nébuleux, est un poisson de mer de la famille des Scombridae.

## Répartition
Scomberomorus sinensis se rencontre dans les eaux du bassin Indo-Pacifique : dans la mer du Japon, la mer Jaune et au sud de la Chine, du Viet-Nam et du Cambodge en entrant par le fleuve du Mékong. Cette espèce vit jusqu'à 100 m de profondeur.

## Description
La taille maximale connue pour Scomberomorus sinensis est de 218 cm et un poids maximal de 131 kg. Sa taille habituelle est d'environ 100 cm.